# Institut Caro et Cuervo

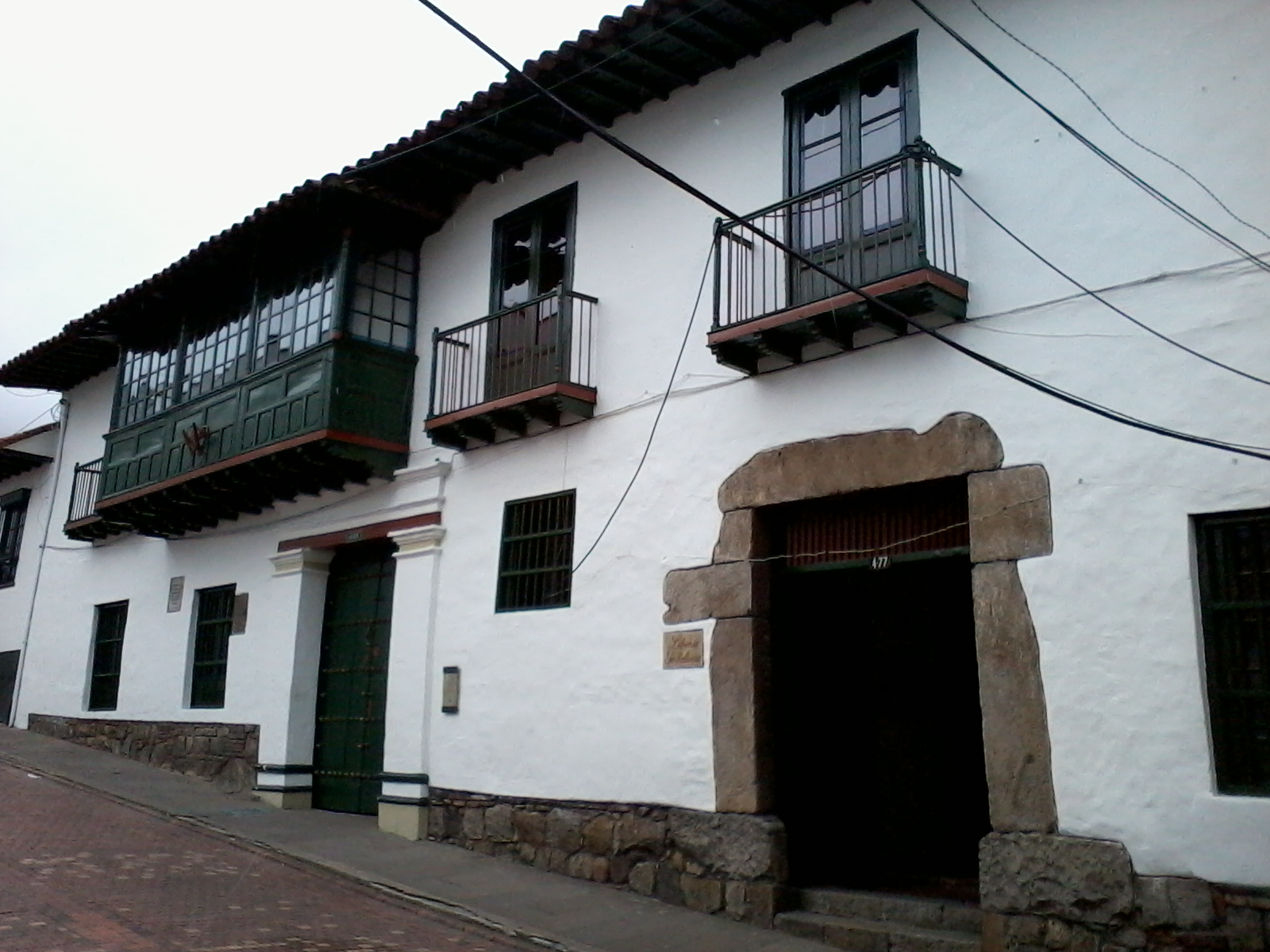
L'institut Caro et Cuervo dans la demeure natale de Rufino José Cuervo, dans le vieux centre historique de Bogota.

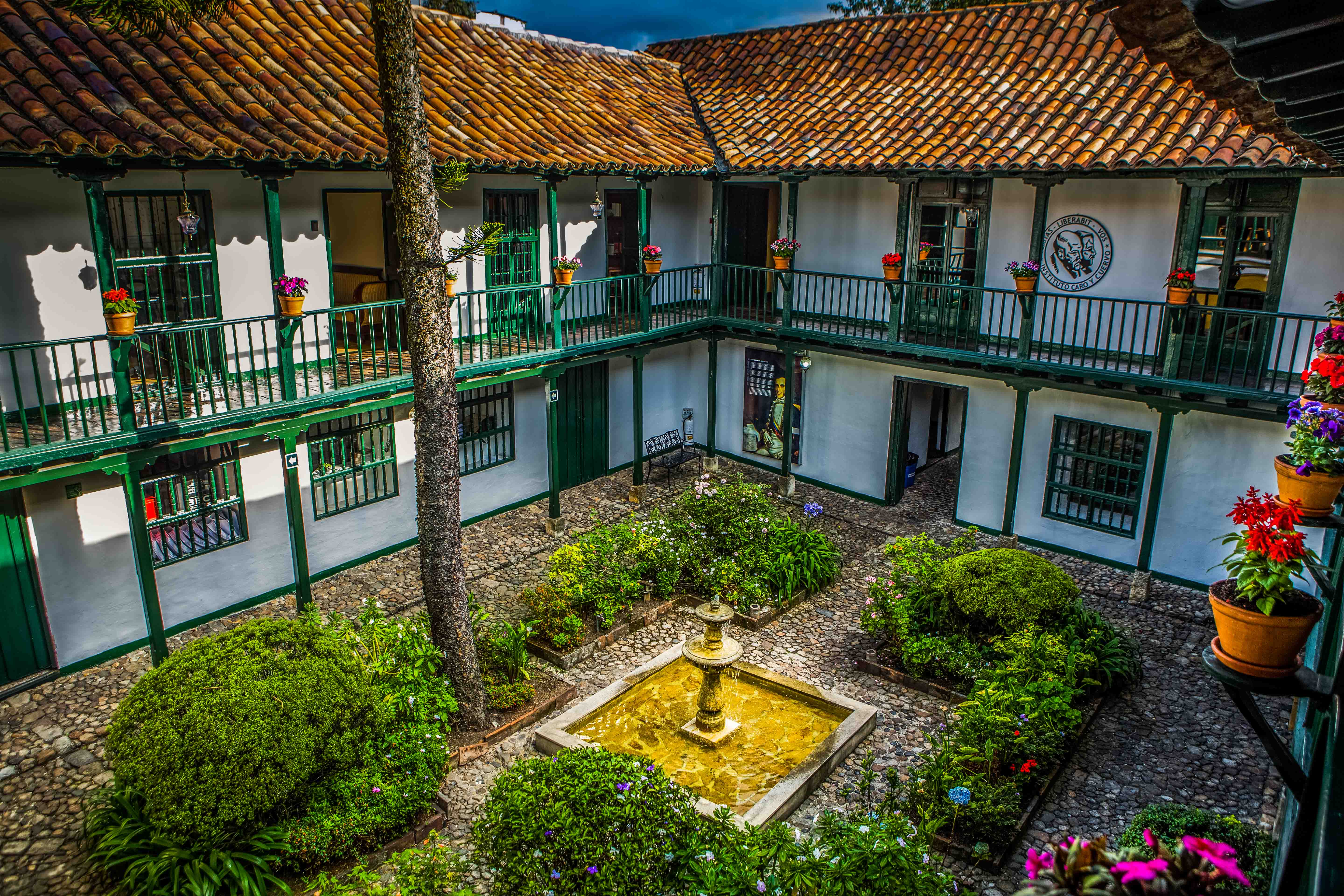
Intérieur de l'institut en novembre 2017.

L’institut Caro et Cuervo (en espagnol : Instituto Caro y Cuervo) est un centre d'études supérieures spécialisé en linguistique, philologie et littérature de langue castillane situé dans le vieux centre historique de Bogota en Colombie. L'accent est mis sur la recherche et la promotion de la lecture en Colombie. L'institut Caro et Cuervo produit des éditions d'auteurs colombiens et promeut la préservation du patrimoine littéraire national.
Il porte les noms de deux linguistes colombiens, l'ancien président colombien Miguel Antonio Caro et Rufino José Cuervo (de 1882 jusqu'à sa mort en 1911, ce dernier vit à Paris). Cuervo rédige un livre consacré aux différents dialectes espagnols parlés à Bogota : Apuntaciones críticas sobre el lenguaje bogotano, qui reste encore aujourd'hui une référence importante dans l'étude de l'espagnol d'Amérique latine.
L'institut est logé dans la demeure natale de Rufino José Cuervo.

## Historique
L'institut est créé en 1942 par le gouvernement colombien. Sa première mission est alors la création d'un dictionnaire de langue espagnole, qui s'intitulera le Diccionario de Construcción y Régimen de la Lengua Castellana.

## Récompenses et prix
L'institut Caro y Cuervo a remporté plusieurs grands prix et récompenses internationales pour ses travaux, dont le prestigieux prix Prince des Asturies et le Prix Bartolomé de las Casas pour l'ouvrage Diccionario de construcción y régimen de la lengua castellana.